# Olympische Sommerspiele 1976/Teilnehmer (Norwegen)
| Gelbes Symbol für Goldmedaillen mit stilisierten Olympischen Ringen | Graues Symbol für Silbermedaillen mit stilisierten Olympischen Ringen | Braundes Symbol für Bronzemedaillen mit stilisierten Olympischen Ringen |
| ------------------------------------------------------------------- | --------------------------------------------------------------------- | ----------------------------------------------------------------------- |
| 1                                                                   | 1                                                                     | —                                                                       |

Norwegen nahm an den Olympischen Sommerspielen 1976 in Montreal mit einer Delegation von 66 Athleten (60 Männer und 6 Frauen) an 44 Wettkämpfen in elf Sportarten teil.
Die norwegischen Sportler gewannen je eine Gold- und Silbermedaille. Olympiasieger wurden die Ruderer Alf John Hansen und Frank Hansen im Doppel-Zweier, während sich die Ruderer Finn Tveter, Rolf Andreassen, Arne Bergodd und Ole Nafstad im Vierer ohne Steuermann die Silbermedaille sicherten. Fahnenträger bei der Eröffnungsfeier war der Gewichtheber Leif Jensen.

## Teilnehmer nach Sportarten

### Bogenschießen
- Jan Erik Humlekjær
Einzel: 24. Platz

### Fechten
- Nils Koppang
Degen: 18. Platz
Degen Mannschaft: 7. Platz

- Jeppe Normann
Degen: 24. Platz
Degen Mannschaft: 7. Platz

- Ole Mørch
Degen: 29. Platz
Degen Mannschaft: 7. Platz

- Bård Vonen
Degen Mannschaft: 7. Platz

- Kjell Otto Moe
Degen Mannschaft: 7. Platz

### Gewichtheben
- Leif Jensen
Halbschwergewicht: Wettkampf nicht beendet

- Rolf Larsen
Mittelschwergewicht: Wettkampf nicht beendet

### Kanu
- Harald Nilsen
Einer-Kajak 500 m: im Halbfinale ausgeschieden

- Morten Opsahl
Zweier-Kajak 1000 m: im Halbfinale ausgeschieden

- Andreas Orheim
Zweier-Kajak 1000 m: im Halbfinale ausgeschieden

- Einar Rasmussen
Vierer-Kajak 1000 m: 6. Platz

- Jostein Stige
Vierer-Kajak 1000 m: 6. Platz

- Morten Mørland
Vierer-Kajak 1000 m: 6. Platz

- Olaf Søyland
Vierer-Kajak 1000 m: 6. Platz

### Leichtathletik
Männer
- Lars Martin Kaupang
1500 m: im Vorlauf ausgeschieden

- Knut Kvalheim
5000 m: 9. Platz

- Knut Børø
10.000 m: Rennen nicht beendet

- Terje Totland
Hochsprung: 9. Platz

- Leif Roar Falkum
Hochsprung: 14. Platz

- Knut Hjeltnes
Diskuswurf: 7. Platz

- Terje Thorslund
Speerwurf: 10. Platz

- Bjørn Grimnes
Speerwurf: 13. Platz

Frauen
- Grete Waitz
1500 m: im Halbfinale ausgeschieden

- Astrid Tveit
Hochsprung: 27. Platz

### Radsport
- Thorleif Andresen
Straßenrennen: 38. Platz

- Geir Digerud
Straßenrennen: 55. Platz
Straße Mannschaftszeitfahren: 8. Platz

- Stein Bråthen
Straßenrennen: Rennen nicht beendet
Straße Mannschaftszeitfahren: 8. Platz

- Pål Henning Hansen
Straßenrennen: Rennen nicht beendet

- Arne Klavenes
Straße Mannschaftszeitfahren: 8. Platz

- Magne Orre
Straße Mannschaftszeitfahren: 8. Platz

- Harald Bundli
Bahn 1000 m Zeitfahren: 7. Platz

- Jan Georg Iversen
Bahn 4000 m Einerverfolgung: 7. Platz

### Ringen
- Tore Hem
Schwergewicht, griechisch-römisch: 5. Platz
Schwergewicht, Freistil: in der 2. Runde ausgeschieden

- Einar Gundersen
Superschwergewicht, griechisch-römisch: 7. Platz
Superschwergewicht, Freistil: in der 2. Runde ausgeschieden

### Rudern
- Alf John Hansen
Doppel-Zweier: Gold

- Frank Hansen
Doppel-Zweier: Gold

- Rolf Andreassen
Vierer ohne Steuermann: Silber

- Arne Bergodd
Vierer ohne Steuermann: Silber

- Ole Nafstad
Vierer ohne Steuermann: Silber

- Finn Tveter
Vierer ohne Steuermann: Silber

- Tom Amundsen
Vierer mit Steuermann: im Viertelfinale ausgeschieden

- Kjell Sverre Johansen
Vierer mit Steuermann: im Viertelfinale ausgeschieden

- Sverre Norberg
Vierer mit Steuermann: im Viertelfinale ausgeschieden

- Rune Dahl
Vierer mit Steuermann: im Viertelfinale ausgeschieden

- Alf Torp
Vierer mit Steuermann: im Viertelfinale ausgeschieden

Frauen
- Tone Pahle
Einer: 10. Platz

- Solfrid Johansen
Doppel-Zweier: 4. Platz

- Ingun Brechan
Doppel-Zweier: 4. Platz

### Schießen
- John Rødseth
Freie Pistole 50 m: 21. Platz

- Helge Anshushaug
Kleinkalibergewehr Dreistellungskampf 50 m: 28. Platz
Kleinkalibergewehr liegend 50 m: 31. Platz

- Terje Melbye Hansen
Kleinkalibergewehr Dreistellungskampf 50 m: 29. Platz
Kleinkalibergewehr liegend 50 m: 12. Platz

- Kenneth Skoglund
Laufende Scheibe 50 m: 17. Platz

### Schwimmen
Männer
- Fritz Warncke
100 m Freistil: im Vorlauf ausgeschieden
200 m Freistil: im Vorlauf ausgeschieden
4-mal-200-Meter-Freistil-Staffel: im Vorlauf ausgeschieden

- Arne Borgstrøm
400 m Freistil: im Vorlauf ausgeschieden
4-mal-200-Meter-Freistil-Staffel: im Vorlauf ausgeschieden

- Bent Brask
4-mal-200-Meter-Freistil-Staffel: im Vorlauf ausgeschieden

- Håkon Iversøn
4-mal-200-Meter-Freistil-Staffel: im Vorlauf ausgeschieden

- Ove Wisløff
100 m Brust: im Vorlauf ausgeschieden
200 m Brust: im Vorlauf ausgeschieden

- Gunnar Gundersen
400 m Lagen: im Vorlauf ausgeschieden

Frauen
- Lene Jenssen
100 m Freistil: im Vorlauf ausgeschieden

### Segeln
- Tom Skjønberg
Finn-Dinghy: 24. Platz

- Peder Lunde junior
470er-Jolle: 15. Platz

- Morten Jensen
470er-Jolle: 15. Platz

- Hans Petter Jensen
Soling: 16. Platz

- Morten Rieker
Soling: 16. Platz

- Kim Torkildsen
Soling: 16. Platz